# Manor (relato)
Manor (en alemán: Manor: Eine Novelle) es un relato corto publicado en 1884 del autor alemán Karl Heinrich Ulrichs. Considerado el primer ejemplo que asocia el vampirismo con la homosexualidad masculina el relato cuenta la historia de amor entre dos jóvenes y utiliza el vampirismo y su rechazo como una metáfora de la homosexualidad y la reacción pública ante ella. Pese a la desaprobación social, manifestada en las estacas que atraviesan el cuerpo del vampiro y la voluntad de destruirlo, el amor entre ambos jóvenes sobrevive incluso tras la muerte.

## Sinopsis
La historia transcurre en las islas Feroe donde un pescador y su hijo de 15 años caen al mar durante una tormenta. El hijo, Har, es rescatado por el joven Manor, que lo devuelve a su casa. A partir de su salvamento Har y Manor establecen una relación romántica.
Tiempo después Har y Manor planean enrolarse en un barco ballenero para viajar por el mundo, pero cuando la ocasión se presenta, Lara, la madre viuda de Har, le persuade para que se quede en casa con ella. Manor sube al ballenero y Har espera su regreso, hasta que un día, ve el ballenero acercarse a la costa y hundirse. Manor muere junto a gran parte de la tripulación, y es enterrado para pesar de Har, a pesar de que su madre intenta consolarle.
Esa misma noche un Manor revivido visita a Har en su lecho, diciéndole que lo echa de menos y no encuentra paz en la tumba. A partir de entonces comienza a visitarle cada noche, bebiendo sangre de su pezón izquierdo. Finalmente la madre de Har ve el aspecto pálido y debilitado de su hijo, y la mancha de sangre en su camisa, y Har le revela lo ocurrido. Preocupada la madre de Har consulta a una anciana de Streymoy. La anciana reúne a los vecinos y abren la tumba de Manor, cuyo cuerpo aparece incorrupto, y le atraviesan el corazón con una estaca, a pesar de la oposición de Har.
Sin embargo, esta acción no detiene el amor de Manor, que consigue liberarse de la estaca y regresa de nuevo al lecho de Har. Los campesinos vuelven a atravesar el corazón del vampiro con una estaca más gruesa y con una cabeza similar a un clavo para evitar que pueda liberarse de ella, y en esta ocasión cesan las visitas del vampiro. Har habla con su madre y le dice que no puede vivir sin Manor, y le pide que le deje morir en paz, enterrándole en la misma tumba que su amado y que retire la estaca de su pecho. Con gran pesar la madre de Har termina accediendo al deseo de su hijo.